# Centaurea diluta
Centaurea diluta es una especie de planta perenne de la familia  de las asteráceas. 

## Descripción
Es una planta anual, escábrida. Los tallos alcanzan un tamaño de hasta 250 cm de altura, generalmente muy ramificados. Hojas inferiores largamente pecioladas, liradas; las caulinares generalmente enteras, sentadas, auriculadas, con decurrencia de hasta 2.5 cm. Capítulos solitarios, generalmente con una hoja involucrarte en la base. Involucro de 17-18 x 10-15 mm, ovoideo. Brácteas involucrales externas y medias ovadas, imbricadas; apéndice semilunado-caudado, dentado-fimbriado, membranoso, decurrente, con 1 espina terminal de hasta 2 mm. Flores rosadas; las externas mucho más largas que las internas, patentes, neutras; las internas erectas, hermafroditas, con tubo de  10 mm y limbo de 9-10 mm. Aquenios de 2,5-3 x 1,3 mm, ovoideos, generalmente con c. 12 venas longitudinales, glabros o ligeramente vilosos; hilo cárpico lateral, cóncavo, glabro. Vilano de 4,5-5 mm, blanco. 2n = 20 (Cádiz, Sevilla). Florece y fructifica de mayo a junio.

## Distribución y hábitat
Se encuentra en suelos margosos. Distribuidas en el SW y NE de España, Norte de África (Argelia y Marruecos), Macaronesia (Madeira y Canarias).

## Taxonomía
Centaurea diluta fue descrita por William Aiton y publicado en Hortus Kewensis; or, a catalogue . . . 3: 261. 1789.
Citología
Número de cromosomas de Centaurea diluta (Fam. Compositae) y táxones infraespecíficos: n=10
Etimología
Centaurea: nombre genérico que procede del Griego kentauros, hombres-caballos que conocían las propiedades de las plantas medicinales.
diluta: epíteto latino que significa "diluido, débil".
Sinonimia
- Calcitrapa diluta (Aiton) Holub
- Calcitrapa subspinosa Moench
- Centaurea diluta var. micracantha Maire
- Centaurea elongata Schousb.
- Centaurea subspinosa Steud.[5]